# Juan de Guzmán y Torres
Juan de Guzmán y Torres (c. 1390 -1475), I señor de La Algaba y Medina-Sidonia, y II señor de Andújar, fue un noble, militar y político español, constructor del Palacio de los Marqueses de la Algaba en Sevilla y de la Torre de los Guzmanes en La Algaba. 

## Biografía

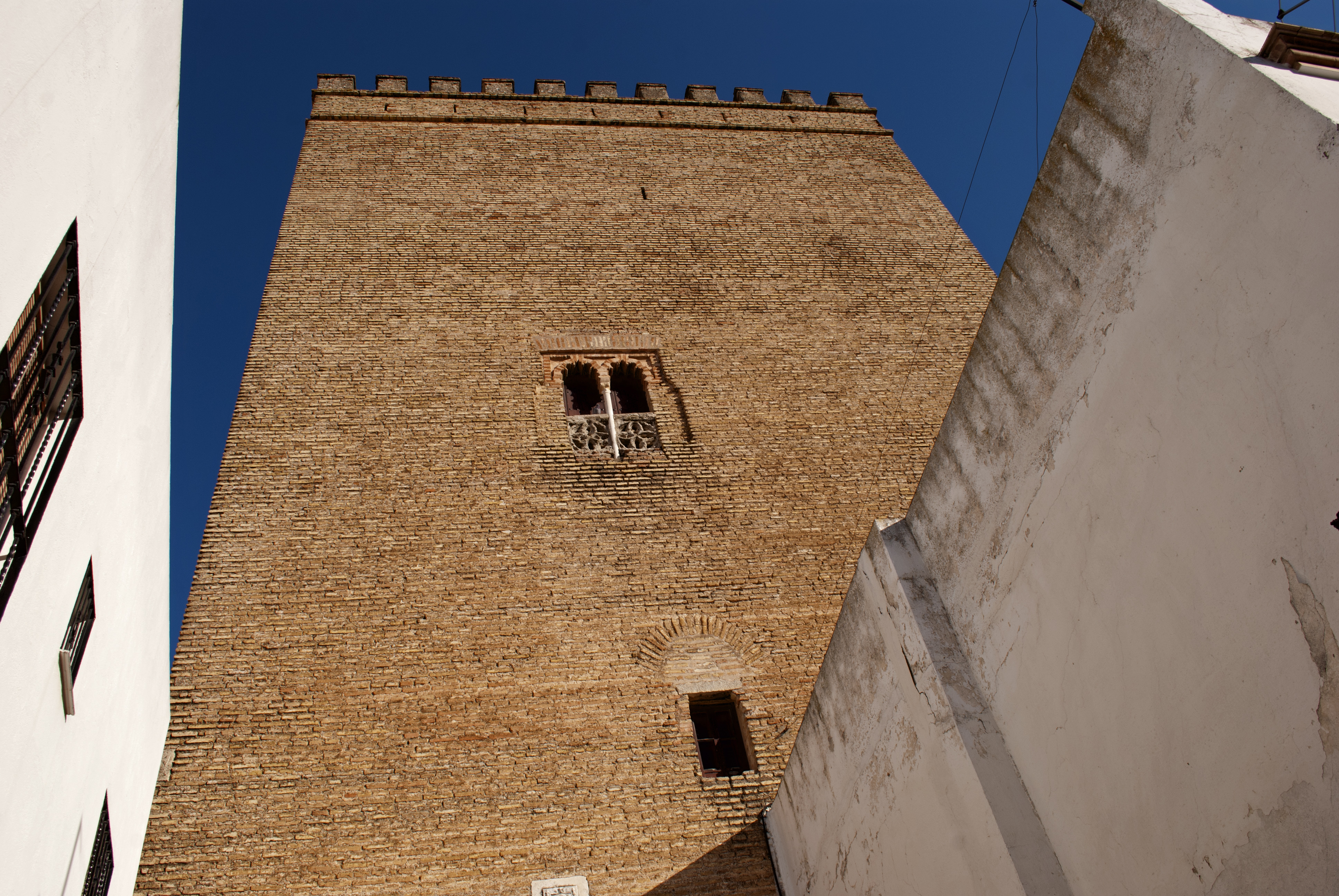
Torre de los Guzmanes en La Algaba

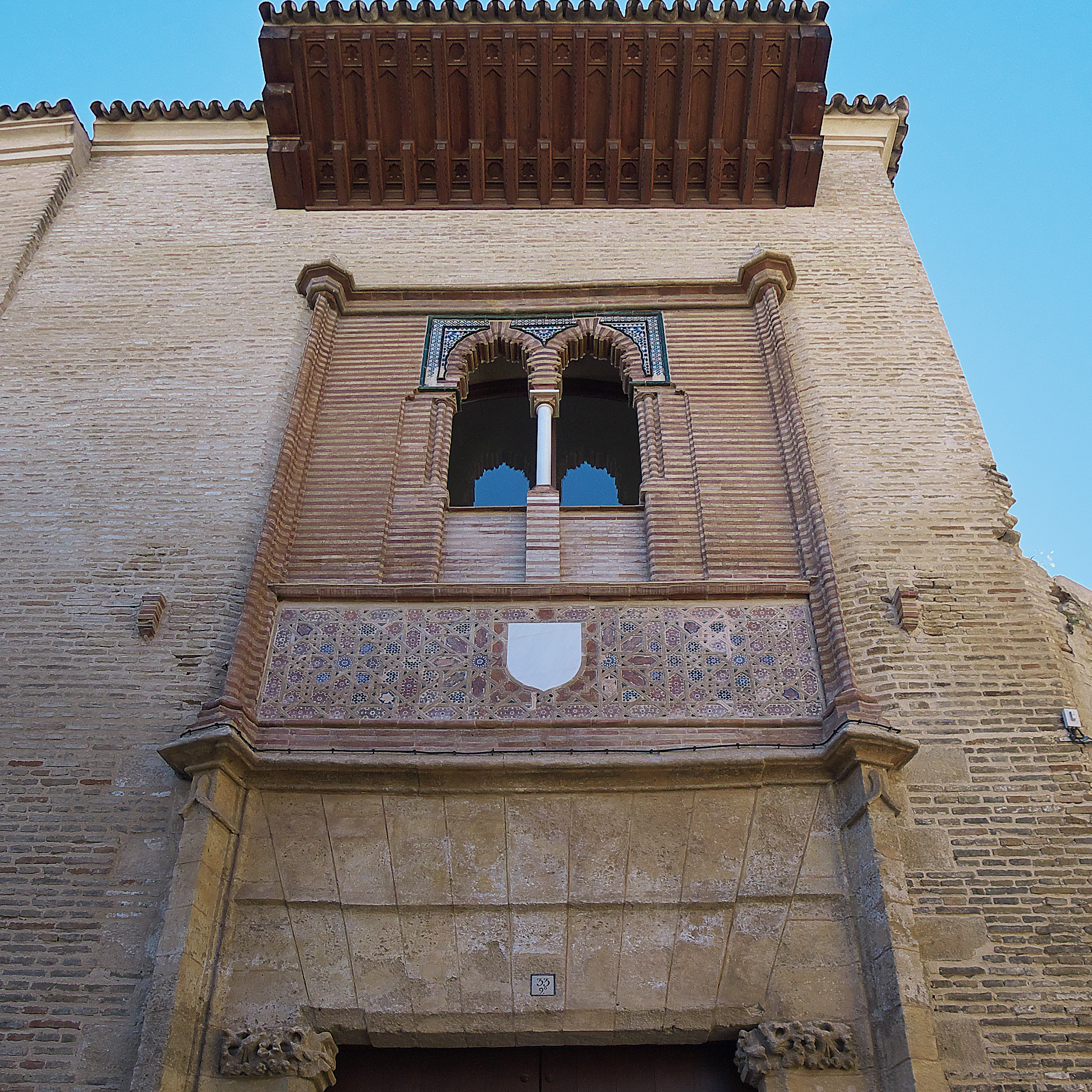
Palacio de los Marqueses de La Algaba en Sevilla

Nació en torno al año de 1390, como segundo hijo de Luis González de Guzmán, I señor de Andujar, XXV maestre de la Orden de Calatrava, y de Inés de Torres y Benavides (hija de Pedro Ruiz de Torres, adelantado de Cazorla, e Isabel Méndez de Benavides), con quien contrajo matrimonio tras obtener la bula del papa Eugenio IV que le dispensaba la castidad perpetua exigida a los miembros de su orden.
Sucedió a su padre en el señorío de Andújar (otorgado en 1432 tras la batalla de la Higueruela), el cual perdió a favor de la corona, recibiendo a cambio Medina-Sidonia, la cual permutó con Juan Alonso de Guzmán, III conde de Niebla por La Algaba en 1440 (tras lo cual el rey Juan II de Castilla lo hizo primer duque de Medina Sidonia en 1445). 

## Torre de los Guzmanes

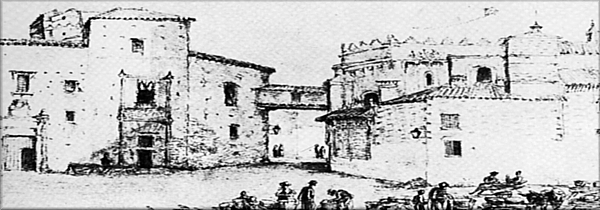
Palacio de los Marqueses de La Algaba grabado en 1831 por Richard Ford.

En el mismo año en que se convirtió en señor de La Algaba, ordenó la construcción de la Torre de los Guzmanes, una torre de planta rectangular, 27 metros de altura, almenada y construida en estilo mudéjar en plena guerra civil protagonizada en el reino de Sevilla por la casa de Medina Sidonia y la de Arcos.

## Palacio de los Marqueses de La Algaba
En 1474 mandó construir el Palacio de los Marqueses de La Algaba en la ciudad de Sevilla. Sin embargo, falleció un año después, dejando como heredera del palacio a su hermana Beatriz de Guzmán y Torres, quien tras su muerte sin descendencia en 1482, lo revirtió a su sobrino Luis de Guzmán y Aponte, II señor de La Algaba, residente en el palacio hasta su muerte en 1495.

## Matrimonio y descendencia
Contrajo matrimonio con Elvira de Guzmán y Aponte, hija de Alfonso de Guzmán y Biedma (hijo de los señores de Villaverde) y de María de Aponte, siendo padres de:
- Luis de Guzmán y Aponte, II señor de La Algaba, casado con Inés Ponce de León y Núñez, hija de los I marqueses de Cádiz, y hermana del I duque de Cádiz.

| Predecesor: - | Señor de La Algaba 1440-1475 | Sucesor: Luis de Guzmán y Aponte |